# Мимонго
Мимонго  (фр. Mimongo) — город на юге центральной части Габона, на территории провинции Нгуни. Административный центр департамента Огулю.

## География
Расположен в 327 км к юго-востоку от столицы страны, города Либревиль. Абсолютная высота — 498 метров над уровнем моря.

## Население
По данным на 2013 год численность населения составляет 4684 человека.
Динамика численности населения города по годам:
| 1993 | 2013 |
| ---- | ---- |
| 2400 | 4684 |